# قوم عاد
بنو عاد ويقال لهم عاد باسم أبيهم، قبيلة عربية منقرضة ذُكرت في القرآن في أكثر من موضع. أرسل الله إليهم نبيًا منهم اسمه هود ليرشدهم إلى الطريق المستقيم؛ إذ كانت أول الأمم الذين عبدوا الأصنام بعد طوفان نوح، فكفروا بما جاءهم به، فنزل عليهم عقاب رباني عاصفة شديدة البرودة ولم ينج منها أحد باستثناء هود وقلة ممن آمن به، وبقيت مساكنهم شاهدة على هلاكهم وما حل بهم من عذاب.

## التاريخ
- نسبهم:

ينتمون إلى عاد بن عوص بن إرم بن سام بن نوح.
- صفتهم الخَلقية:

قوم عاد عظام الأجرام طوال القامات أقرب لصفة آدم من بقية البشر، كان يأتي أحدهم على الصخرة العظيمة، فيحملها ويلقيها على الحي فيهلكهم، قال معمر: كان الرجل منهم طوله خمسمائة ذراع والقصير منهم طوله ثلاثمائة ذراع، وزعم قتادة أن طول الرجل منهم اثنا عشر ذراعًا، وقال أبو عبيدة: ذات العماد ذات الطول يقال: رجل مُعمد إذا كان طويلًا، قال ابن عباس طول الرجل منهم سبعين ذراع، قال ابن العربي مُعلقًا على قول ابن عباس: وهو باطل لأن في الصحيح إن الله خلق آدم طوله ستون ذراعًا فلم يزل الخلق ينقص إلى الآن. ذُكرت صفة قوم عاد في القرآن في عدة مواضع: ﴿أَوَعَجِبْتُمْ أَنْ جَاءَكُمْ ذِكْرٌ مِنْ رَبِّكُمْ عَلَى رَجُلٍ مِنْكُمْ لِيُنْذِرَكُمْ وَاذْكُرُوا إِذْ جَعَلَكُمْ خُلَفَاءَ مِنْ بَعْدِ قَوْمِ نُوحٍ وَزَادَكُمْ فِي الْخَلْقِ بَسْطَةً فَاذْكُرُوا آلَاءَ اللَّهِ لَعَلَّكُمْ تُفْلِحُونَ ۝٦٩﴾ [الأعراف:69]، ﴿فَأَمَّا عَادٌ فَاسْتَكْبَرُوا فِي الْأَرْضِ بِغَيْرِ الْحَقِّ وَقَالُوا مَنْ أَشَدُّ مِنَّا قُوَّةً أَوَلَمْ يَرَوْا أَنَّ اللَّهَ الَّذِي خَلَقَهُمْ هُوَ أَشَدُّ مِنْهُمْ قُوَّةً وَكَانُوا بِآيَاتِنَا يَجْحَدُونَ ۝١٥﴾ [فصلت:15]، ﴿سَخَّرَهَا عَلَيْهِمْ سَبْعَ لَيَالٍ وَثَمَانِيَةَ أَيَّامٍ حُسُومًا فَتَرَى الْقَوْمَ فِيهَا صَرْعَى كَأَنَّهُمْ أَعْجَازُ نَخْلٍ خَاوِيَةٍ ۝٧﴾ [الحاقة:7]، ﴿تَنْزِعُ النَّاسَ كَأَنَّهُمْ أَعْجَازُ نَخْلٍ مُنْقَعِرٍ ۝٢٠﴾ [القمر:20].
- مساكنهم:

الأحقاف
لم يُحسم الأمر في تحديد النطاق الجغرافي الذي عاش به قوم عاد حتى الآن، حيث تُشير النصوص القرآنية إلى المكان الذي أنذر فيه النبي هود قومه، وهو الأحقاف، مما يجعل جميع أحقاف العالم العربي خيارات محتملة، مثل التي في مصر وشمال ووسط وجنوب شبه الجزيرة العربية وغيرها ما بين صحراء النفود الكبير شرقًا حتى دلتا النيل غربًا. كما أن الأحقاف ليست نتيجة للعاصفة التي عذبهم الله بها قال تعالى: ﴿وَاذْكُرْ أَخَا عَادٍ إِذْ أَنْذَرَ قَوْمَهُ بِالْأَحْقَافِ وَقَدْ خَلَتِ النُّذُرُ مِنْ بَيْنِ يَدَيْهِ وَمِنْ خَلْفِهِ أَلَّا تَعْبُدُوا إِلَّا اللَّهَ إِنِّي أَخَافُ عَلَيْكُمْ عَذَابَ يَوْمٍ عَظِيمٍ ۝٢١﴾ [الأحقاف:21].
إرم ذات العماد
وذهب بعض أهل الأخبار والمفسرين إلى القول بأن إرم ليست قبيلة بل هي مدينة سكن بها قوم عاد، وقيل عن هذه المدينة أنها تسير في الأرض كما يسير البشر، واختلفوا في تحديد موقع هذه المدينة على أقوال كثيرة: فقيل أنها في مصر، وقيل هي دمشق والذي بناها جيرون بن سعد بن عاد، وقيل بل هي في نواحي بادية الشام في صحراء حسمى، وقيل بل هي الإسكندرية، وقيل بل هو جبل في الشام وهذا قول ابن عباس، وقيل بل هي في صحراء الربع الخالي دفنت تحت كثبانه الرملية إثر العذاب الذي أنزله الله بقوم عاد، وهذا القول يتعارض مع النص القرآني الذي يخبرنا أن الله أبقى مساكن قوم عاد ظاهرة مُشاهدة قابلة للسكن من بعدهم: ﴿وَعَادًا وَثَمُودَ وَقَدْ تَبَيَّنَ لَكُمْ مِنْ مَسَاكِنِهِمْ وَزَيَّنَ لَهُمُ الشَّيْطَانُ أَعْمَالَهُمْ فَصَدَّهُمْ عَنِ السَّبِيلِ وَكَانُوا مُسْتَبْصِرِينَ ۝٣٨﴾ [العنكبوت:38]، قال الشعراوي: وجملة {وقد تبين لكم من مساكنهم}: تبين لكم من مشاهدة مساكنهم أنهم كانوا فيها فأهلكوا عن بكرة أبيهم. قال تعالى: ﴿تُدَمِّرُ كُلَّ شَيْءٍ بِأَمْرِ رَبِّهَا فَأَصْبَحُوا لَا يُرَى إِلَّا مَسَاكِنُهُمْ كَذَلِكَ نَجْزِي الْقَوْمَ الْمُجْرِمِينَ ۝٢٥﴾ [الأحقاف:25]، قال الطبري: فأصبح قوم هود وقد هلكوا وفنوا، فلا يُرى في بلادهم شيء إلا مساكنهم التي كانوا يسكنونها. قال تعالى: ﴿وَسَكَنْتُمْ فِي مَسَاكِنِ الَّذِينَ ظَلَمُوا أَنْفُسَهُمْ وَتَبَيَّنَ لَكُمْ كَيْفَ فَعَلْنَا بِهِمْ وَضَرَبْنَا لَكُمُ الْأَمْثَالَ ۝٤٥﴾ [إبراهيم:45]، قال قتادة: سكن الناس في مساكن قوم نوح وعاد وثمود، وقرون بين ذلك كثيرة ممن هلك من الأمم. كما يُعطينا النص القرآني لمحة عن طبيعة بنيانهم: ﴿أَتَبْنُونَ بِكُلِّ رِيعٍ آيَةً تَعْبَثُونَ ۝١٢٨ وَتَتَّخِذُونَ مَصَانِعَ لَعَلَّكُمْ تَخْلُدُونَ ۝١٢٩﴾ [الشعراء:128–129] ووصف البناء هنا بـ«آية» فيه دلالة على عظمة وتميٌز تلك المباني (الآية المادية لا تكون «آية» إلا بالمشاهدة). وقيل عن مدينة إرم أقوال كثيرة معظمها ذا طابع أسطوري مشابه لأساطير المدن الضائعة.
- عبادتهم:

عبدوا أصنامًا ثلاثة يُقال لأحدها: صداء، وللأخر: صمود، وللثالث: الهباء، وذلك نقلاً عن تاريخ الطبري.
- قصة هلاكهم:

بعث الله رسوله هود إلى قوم عاد، وذلك ليدعوا قومه إلى عبادة الله تعالى وحده وترك عبادة الأصنام لأن ذلك سبيل لإتقاء العذاب يوم القيامة. لكنهم احتقروا هودًا ووصفوه بالسفه والطيش والكذب، ولكن هودًا نفى هذه الصفات عن نفسه مؤكدًا لهم أنه رسول من رب العالمين لا يريد لهم غير النصح. تابع هود مخاطبة قومه محاولاً إقناعهم بالرجوع إلى الطريق الحق مذكراً إياهم بنعم الله عليهم، فقال: «هل أثار عجبكم واستغرابهم أن يجيئكم إرشاد من ربكم على لسان رجل منكم ينذركم سوء العاقبة بسبب الضلال الذي أنتم عليه؟ ألا تذكرون أن الله جعلكم وارثين للأرض من بعد قوم نوح الذين أهلكهم الله بذنوبهم، وزادكم قوة في الأبدان وقوة في السلطان، وتلك نعمة تقتضي منكم أن تؤمنوا بالله وتشكروه، لا أن تكفروا به». ويحدث القرآن أن قوم هود لم يقوموا بحق الشكر لنعم الله عليهم، بل انغمسوا في الشهوات، وتكبروا في الأرض، ونلاحظ أن آيات القران أشارت إلى أن قوم عاد كانوا مشهورين في بناء الصروح العظيمة والقصور الفارهة. ولما عصوا رسولهم أنزل الله عليهم العذاب وذلك بأن أرسل عليهم ريحًا شديدة البرودة عصفت بهم سبع ليال وثمان أيام، فأهلكهم الله ولم يبقى عدا مساكنهم وبناياتهم، وهود والذين آمنوا معه.

## قوم عاد في القرآن
ذُكر قوم عاد في العديد من سور القرآن الكريم:
- سورة الأحقاف

﴿وَاذْكُرْ أَخَا عَادٍ إِذْ أَنْذَرَ قَوْمَهُ بِالْأَحْقَافِ وَقَدْ خَلَتِ النُّذُرُ مِنْ بَيْنِ يَدَيْهِ وَمِنْ خَلْفِهِ أَلَّا تَعْبُدُوا إِلَّا اللَّهَ إِنِّي أَخَافُ عَلَيْكُمْ عَذَابَ يَوْمٍ عَظِيمٍ ۝٢١ قَالُوا أَجِئْتَنَا لِتَأْفِكَنَا عَنْ آلِهَتِنَا فَأْتِنَا بِمَا تَعِدُنَا إِنْ كُنْتَ مِنَ الصَّادِقِينَ ۝٢٢ قَالَ إِنَّمَا الْعِلْمُ عِنْدَ اللَّهِ وَأُبَلِّغُكُمْ مَا أُرْسِلْتُ بِهِ وَلَكِنِّي أَرَاكُمْ قَوْمًا تَجْهَلُونَ ۝٢٣ فَلَمَّا رَأَوْهُ عَارِضًا مُسْتَقْبِلَ أَوْدِيَتِهِمْ قَالُوا هَذَا عَارِضٌ مُمْطِرُنَا بَلْ هُوَ مَا اسْتَعْجَلْتُمْ بِهِ رِيحٌ فِيهَا عَذَابٌ أَلِيمٌ ۝٢٤ تُدَمِّرُ كُلَّ شَيْءٍ بِأَمْرِ رَبِّهَا فَأَصْبَحُوا لَا يُرَى إِلَّا مَسَاكِنُهُمْ كَذَلِكَ نَجْزِي الْقَوْمَ الْمُجْرِمِينَ ۝٢٥ وَلَقَدْ مَكَّنَّاهُمْ فِيمَا إِنْ مَكَّنَّاكُمْ فِيهِ وَجَعَلْنَا لَهُمْ سَمْعًا وَأَبْصَارًا وَأَفْئِدَةً فَمَا أَغْنَى عَنْهُمْ سَمْعُهُمْ وَلَا أَبْصَارُهُمْ وَلَا أَفْئِدَتُهُمْ مِنْ شَيْءٍ إِذْ كَانُوا يَجْحَدُونَ بِآيَاتِ اللَّهِ وَحَاقَ بِهِمْ مَا كَانُوا بِهِ يَسْتَهْزِئُونَ ۝٢٦﴾ [الأحقاف:21–26]
- سورة الشعراء

﴿كَذَّبَتْ عَادٌ الْمُرْسَلِينَ ۝١٢٣ إِذْ قَالَ لَهُمْ أَخُوهُمْ هُودٌ أَلَا تَتَّقُونَ ۝١٢٤ إِنِّي لَكُمْ رَسُولٌ أَمِينٌ ۝١٢٥ فَاتَّقُوا اللَّهَ وَأَطِيعُونِ ۝١٢٦ وَمَا أَسْأَلُكُمْ عَلَيْهِ مِنْ أَجْرٍ إِنْ أَجْرِيَ إِلَّا عَلَى رَبِّ الْعَالَمِينَ ۝١٢٧ أَتَبْنُونَ بِكُلِّ رِيعٍ آيَةً تَعْبَثُونَ ۝١٢٨ وَتَتَّخِذُونَ مَصَانِعَ لَعَلَّكُمْ تَخْلُدُونَ ۝١٢٩ وَإِذَا بَطَشْتُمْ بَطَشْتُمْ جَبَّارِينَ ۝١٣٠ فَاتَّقُوا اللَّهَ وَأَطِيعُونِ ۝١٣١ وَاتَّقُوا الَّذِي أَمَدَّكُمْ بِمَا تَعْلَمُونَ ۝١٣٢ أَمَدَّكُمْ بِأَنْعَامٍ وَبَنِينَ ۝١٣٣ وَجَنَّاتٍ وَعُيُونٍ ۝١٣٤ إِنِّي أَخَافُ عَلَيْكُمْ عَذَابَ يَوْمٍ عَظِيمٍ ۝١٣٥ قَالُوا سَوَاءٌ عَلَيْنَا أَوَعَظْتَ أَمْ لَمْ تَكُنْ مِنَ الْوَاعِظِينَ ۝١٣٦ إِنْ هَذَا إِلَّا خُلُقُ الْأَوَّلِينَ ۝١٣٧ وَمَا نَحْنُ بِمُعَذَّبِينَ ۝١٣٨ فَكَذَّبُوهُ فَأَهْلَكْنَاهُمْ إِنَّ فِي ذَلِكَ لَآيَةً وَمَا كَانَ أَكْثَرُهُمْ مُؤْمِنِينَ ۝١٣٩ وَإِنَّ رَبَّكَ لَهُوَ الْعَزِيزُ الرَّحِيمُ ۝١٤٠﴾ [الشعراء:123–140]
- سورة الأعراف

﴿وَإِلَى عَادٍ أَخَاهُمْ هُودًا قَالَ يَا قَوْمِ اعْبُدُوا اللَّهَ مَا لَكُمْ مِنْ إِلَهٍ غَيْرُهُ أَفَلَا تَتَّقُونَ ۝٦٥ قَالَ الْمَلَأُ الَّذِينَ كَفَرُوا مِنْ قَوْمِهِ إِنَّا لَنَرَاكَ فِي سَفَاهَةٍ وَإِنَّا لَنَظُنُّكَ مِنَ الْكَاذِبِينَ ۝٦٦ قَالَ يَا قَوْمِ لَيْسَ بِي سَفَاهَةٌ وَلَكِنِّي رَسُولٌ مِنْ رَبِّ الْعَالَمِينَ ۝٦٧ أُبَلِّغُكُمْ رِسَالَاتِ رَبِّي وَأَنَا لَكُمْ نَاصِحٌ أَمِينٌ ۝٦٨ أَوَعَجِبْتُمْ أَنْ جَاءَكُمْ ذِكْرٌ مِنْ رَبِّكُمْ عَلَى رَجُلٍ مِنْكُمْ لِيُنْذِرَكُمْ وَاذْكُرُوا إِذْ جَعَلَكُمْ خُلَفَاءَ مِنْ بَعْدِ قَوْمِ نُوحٍ وَزَادَكُمْ فِي الْخَلْقِ بَسْطَةً فَاذْكُرُوا آلَاءَ اللَّهِ لَعَلَّكُمْ تُفْلِحُونَ ۝٦٩ قَالُوا أَجِئْتَنَا لِنَعْبُدَ اللَّهَ وَحْدَهُ وَنَذَرَ مَا كَانَ يَعْبُدُ آبَاؤُنَا فَأْتِنَا بِمَا تَعِدُنَا إِنْ كُنْتَ مِنَ الصَّادِقِينَ ۝٧٠ قَالَ قَدْ وَقَعَ عَلَيْكُمْ مِنْ رَبِّكُمْ رِجْسٌ وَغَضَبٌ أَتُجَادِلُونَنِي فِي أَسْمَاءٍ سَمَّيْتُمُوهَا أَنْتُمْ وَآبَاؤُكُمْ مَا نَزَّلَ اللَّهُ بِهَا مِنْ سُلْطَانٍ فَانْتَظِرُوا إِنِّي مَعَكُمْ مِنَ الْمُنْتَظِرِينَ ۝٧١ فَأَنْجَيْنَاهُ وَالَّذِينَ مَعَهُ بِرَحْمَةٍ مِنَّا وَقَطَعْنَا دَابِرَ الَّذِينَ كَذَّبُوا بِآيَاتِنَا وَمَا كَانُوا مُؤْمِنِينَ ۝٧٢﴾ [الأعراف:65–72]
- سورة القمر

﴿كَذَّبَتْ عَادٌ فَكَيْفَ كَانَ عَذَابِي وَنُذُرِ ۝١٨ إِنَّا أَرْسَلْنَا عَلَيْهِمْ رِيحًا صَرْصَرًا فِي يَوْمِ نَحْسٍ مُسْتَمِرٍّ ۝١٩ تَنْزِعُ النَّاسَ كَأَنَّهُمْ أَعْجَازُ نَخْلٍ مُنْقَعِرٍ ۝٢٠ فَكَيْفَ كَانَ عَذَابِي وَنُذُرِ ۝٢١ وَلَقَدْ يَسَّرْنَا الْقُرْآنَ لِلذِّكْرِ فَهَلْ مِنْ مُدَّكِرٍ ۝٢٢﴾ [القمر:18–22]
- سورة الذاريات

﴿وَفِي عَادٍ إِذْ أَرْسَلْنَا عَلَيْهِمُ الرِّيحَ الْعَقِيمَ ۝٤١ مَا تَذَرُ مِنْ شَيْءٍ أَتَتْ عَلَيْهِ إِلَّا جَعَلَتْهُ كَالرَّمِيمِ ۝٤٢﴾ [الذاريات:41–42]
- سورة الحاقة

﴿كَذَّبَتْ ثَمُودُ وَعَادٌ بِالْقَارِعَةِ ۝٤ فَأَمَّا ثَمُودُ فَأُهْلِكُوا بِالطَّاغِيَةِ ۝٥ وَأَمَّا عَادٌ فَأُهْلِكُوا بِرِيحٍ صَرْصَرٍ عَاتِيَةٍ ۝٦ سَخَّرَهَا عَلَيْهِمْ سَبْعَ لَيَالٍ وَثَمَانِيَةَ أَيَّامٍ حُسُومًا فَتَرَى الْقَوْمَ فِيهَا صَرْعَى كَأَنَّهُمْ أَعْجَازُ نَخْلٍ خَاوِيَةٍ ۝٧ فَهَلْ تَرَى لَهُمْ مِنْ بَاقِيَةٍ ۝٨ وَجَاءَ فِرْعَوْنُ وَمَنْ قَبْلَهُ وَالْمُؤْتَفِكَاتُ بِالْخَاطِئَةِ ۝٩﴾ [الحاقة:4–9]
- سورة ق

﴿كَذَّبَتْ قَبْلَهُمْ قَوْمُ نُوحٍ وَأَصْحَابُ الرَّسِّ وَثَمُودُ ۝١٢ وَعَادٌ وَفِرْعَوْنُ وَإِخْوَانُ لُوطٍ ۝١٣ وَأَصْحَابُ الْأَيْكَةِ وَقَوْمُ تُبَّعٍ كُلٌّ كَذَّبَ الرُّسُلَ فَحَقَّ وَعِيدِ ۝١٤﴾
- سورة التوبة

﴿أَلَمْ يَأْتِهِمْ نَبَأُ الَّذِينَ مِنْ قَبْلِهِمْ قَوْمِ نُوحٍ وَعَادٍ وَثَمُودَ وَقَوْمِ إِبْرَاهِيمَ وَأَصْحَابِ مَدْيَنَ وَالْمُؤْتَفِكَاتِ أَتَتْهُمْ رُسُلُهُمْ بِالْبَيِّنَاتِ فَمَا كَانَ اللَّهُ لِيَظْلِمَهُمْ وَلَكِنْ كَانُوا أَنْفُسَهُمْ يَظْلِمُونَ ۝٧٠﴾ [التوبة:70]
- سورة الفرقان

﴿وَعَادًا وَثَمُودَ وَأَصْحَابَ الرَّسِّ وَقُرُونًا بَيْنَ ذَلِكَ كَثِيرًا ۝٣٨﴾ [الفرقان:38]
- سورة النجم

﴿وَأَنَّهُ هُوَ رَبُّ الشِّعْرَى ۝٤٩ وَأَنَّهُ أَهْلَكَ عَادًا الْأُولَى ۝٥٠ وَثَمُودَ فَمَا أَبْقَى ۝٥١﴾ [النجم:49–51]
- سورة هود

﴿وَإِلَى عَادٍ أَخَاهُمْ هُودًا قَالَ يَا قَوْمِ اعْبُدُوا اللَّهَ مَا لَكُمْ مِنْ إِلَهٍ غَيْرُهُ إِنْ أَنْتُمْ إِلَّا مُفْتَرُونَ ۝٥٠ يَا قَوْمِ لَا أَسْأَلُكُمْ عَلَيْهِ أَجْرًا إِنْ أَجْرِيَ إِلَّا عَلَى الَّذِي فَطَرَنِي أَفَلَا تَعْقِلُونَ ۝٥١ وَيَا قَوْمِ اسْتَغْفِرُوا رَبَّكُمْ ثُمَّ تُوبُوا إِلَيْهِ يُرْسِلِ السَّمَاءَ عَلَيْكُمْ مِدْرَارًا وَيَزِدْكُمْ قُوَّةً إِلَى قُوَّتِكُمْ وَلَا تَتَوَلَّوْا مُجْرِمِينَ ۝٥٢ قَالُوا يَا هُودُ مَا جِئْتَنَا بِبَيِّنَةٍ وَمَا نَحْنُ بِتَارِكِي آلِهَتِنَا عَنْ قَوْلِكَ وَمَا نَحْنُ لَكَ بِمُؤْمِنِينَ ۝٥٣﴾ [هود:50–53]
- سورة فصلت

﴿فَإِنْ أَعْرَضُوا فَقُلْ أَنْذَرْتُكُمْ صَاعِقَةً مِثْلَ صَاعِقَةِ عَادٍ وَثَمُودَ ۝١٣ إِذْ جَاءَتْهُمُ الرُّسُلُ مِنْ بَيْنِ أَيْدِيهِمْ وَمِنْ خَلْفِهِمْ أَلَّا تَعْبُدُوا إِلَّا اللَّهَ قَالُوا لَوْ شَاءَ رَبُّنَا لَأَنْزَلَ مَلَائِكَةً فَإِنَّا بِمَا أُرْسِلْتُمْ بِهِ كَافِرُونَ ۝١٤ فَأَمَّا عَادٌ فَاسْتَكْبَرُوا فِي الْأَرْضِ بِغَيْرِ الْحَقِّ وَقَالُوا مَنْ أَشَدُّ مِنَّا قُوَّةً أَوَلَمْ يَرَوْا أَنَّ اللَّهَ الَّذِي خَلَقَهُمْ هُوَ أَشَدُّ مِنْهُمْ قُوَّةً وَكَانُوا بِآيَاتِنَا يَجْحَدُونَ ۝١٥ فَأَرْسَلْنَا عَلَيْهِمْ رِيحًا صَرْصَرًا فِي أَيَّامٍ نَحِسَاتٍ لِنُذِيقَهُمْ عَذَابَ الْخِزْيِ فِي الْحَيَاةِ الدُّنْيَا وَلَعَذَابُ الْآخِرَةِ أَخْزَى وَهُمْ لَا يُنْصَرُونَ ۝١٦﴾ [فصلت:13–16]

## في النقوش
ورد اسم قبيلة تدعى عاد (ع د) في نقش حسمائي مكتشف في معبد اللات في وادي رم جنوب الأردن، يرجح الباحثون أنها ذاتها القبيلة المذكورة في القرآن.